# Teufelskreis
Als Teufelskreis oder Abwärtsspirale, gelegentlich auch lateinisch circulus vitiosus ‚fehlerhafter oder verkehrter Kreis‘, wird ein System bezeichnet, in dem mehrere Faktoren sich gegenseitig verstärken (positive Rückkopplung) und so einen Zustand immer weiter verschlechtern. 

## Soziologie
In den Sozialwissenschaften wird ein Teufelskreis auch als abwärts gerichtete Spirale bezeichnet, beispielsweise die Schweigespirale oder in der Volkswirtschaftslehre die Deflationsspirale, die Schuldenfalle oder die Armutsspirale. Im Gegensatz zum Teufelskreis können Spiralen jedoch auch eine positive Wirkung verstärken, wie beispielsweise die Wachstumsspirale. In der Konfliktforschung bezeichnet man einen Teufelskreis zwischen Parteien mit eskalierender Gewalttätigkeit auch als Gewaltspirale.
In der Prozesssoziologie bezieht Norbert Elias den Begriff Teufelskreis auf Menschen, die in einem Clinch gefangen sind, der sich immer weiter verstärkt. Später ersetzte er ihn durch den Begriff Doppelbinder.

## Psychologie

Urbeispiel von Watzlawick

In der Psychologie wurde der Teufelskreis-Begriff von Paul Watzlawick eingeführt, um die Tücke der unterschiedlichen Interpunktion in zwischenmenschlichen Beziehungen zu beschreiben. Watzlawicks Urbeispiel von einem Ehepaar beschreibt folgende Wechselwirkung: Seit einiger Zeit zeigt sich die Frau unzufrieden mit dem Verhalten ihres Mannes, der sich daraufhin zurückzieht, z. B. ein Wirtshaus aufsucht. Dabei interpunktieren beide den Kreislauf des gemeinsamen Verhaltensmusters unterschiedlich:
| Ehefrau | Er entfernt sich von mir. → Ich reagiere darauf und beklage mich.            |
| Ehemann | Sie nörgelt an mir herum. → Ich reagiere darauf, indem ich mich zurückziehe. |

Durch die unterschiedliche Interpunktion eines gewohnheitsmäßigen Ablaufs sehen die Ehepartner Ursache und Wirkung jeweils genau andersherum: „Weil sie immer an mir herumnörgelt, ziehe ich mich mehr und mehr zurück.“ „Weil er sich immer zurückzieht, beschwere ich mich.“

Weiterentwicklungen nach Thomann / Schulz von Thun: Teufelskreis mit vier Stationen

Dieser Teufelskreis-Gedanke wurde von Christoph Thomann und Friedemann Schulz von Thun zum Teufelskreis-Modell mit vier Stationen ausgebaut, das helfen soll, die negative Dynamik in einer Beziehung zu erkennen, Hintergründe zu verstehen, sowie Fallstricke zu erfassen und zu beheben. Dabei werden vier Stationen unterschieden und sichtbar gemacht, wobei in die eckigen Kästen die äußerlich sichtbaren und wirksamen Verhaltensweisen (“Äußerungen”) beider Partner eingetragen werden und in die Kreise ihre inneren Reaktionen (“Innerungen”) darauf (siehe Schaubild Teufelskreis). Watzlawicks Urbeispiel wird also um die inneren Reaktionen, im Beispiel die Gefühle des Ehepaares, erweitert (siehe Schaubild Weiterentwicklung).

Schaubild Teufelskreis nach Thomann / Schulz von Thun